# Решкин дол
Решкин дол е бивше село в Егейска Македония, Гърция, на територията на дем Костур, област Западна Македония.

## География
Селото е било разположено на километър западно от Долно Дреновени.

## История
Селото се смята, че е изоставено в размирното време във втората половина на XVIII век при конфликта на Али паша Янински и други албански феодали с централната власт. Жителите на селото и на околните по-малки селища бягат и в търсене на по-голяма сигурност основават село Долно Дреновени.